# Basket-ball universitaire aux États-Unis

Le basket-ball universitaire américain est dominé par la NCAA, la plus grande organisation omnisports universitaire. Elle gère le Championnat NCAA de basket-ball qui est composé de trois divisions : Division I, Division II et Division III. Toutefois, d'autres institutions organisent différents championnats de basket-ball universitaire comme la National Association of Intercollegiate Athletics (NAIA), l'United States Collegiate Athletic Association (USCAA), la National Junior College Athletic Association (NJCAA) et la National Christian College Athletic Association (NCCAA). Chacune de ces organisations est subdivisée d'une à trois divisions en fonction du nombre et du niveau de bourses scolaires qui peuvent être accordées aux étudiants-athlètes. Scottie Pippen est un exemple de joueur sorti de NAIA et ayant pourtant réussi une formidable carrière en NBA.
Chaque organisation a des conférences différentes pour diviser les équipes en groupes. Les équipes sont sélectionnées pour ces conférences en fonction de l’emplacement des écoles. Durant l'année, les équipes ne sont pas seulement classées sur l'ensemble de la NCAA, mais au sein la conférence dans laquelle ils ont joué durant l'année

## Histoire
L’histoire du basket-ball remonte à une école de formation internationale du YMCA, connue aujourd’hui sous le nom de Springfield College, située à Springfield, au Massachusetts. Ce sport a été créé par un professeur d’éducation physique nommé James Naismith, qui, à l’hiver de 1891, a été chargé de créer un jeu qui garderait les athlètes en forme et qui les empêcherait de se blesser. La date du premier match de basket-ball officiel joué à l’école d’entraînement du YMCA de Springfield, selon les règles de Naismith, a été fixée au 21 décembre 1891. Le basket-ball a commencé à être joué sur certains campus universitaires en 1893.

### Les débuts
Le premier match de basket-ball opposant deux équipes universitaires eu lieu le 9 février 1895. Il opposa la Minnesota State School of Agriculture au Hamline College. Minnesota s'imposa 9 à 3.
Le premier match universitaire utilisant la règle moderne de cinq joueurs par équipe est souvent associé au match entre l’Université de Chicago et l’Université de l’Iowa, à Iowa City, le 18 janvier 1896. L’équipe de Chicago a remporté le match 15-12. Cependant, certaines sources affirment que le premier "vrai" match universitaire à cinq contre cinq était un match en 1897 entre Yale et Penn, parce que bien que l’équipe de l’Iowa n'tait pas représentée par des joueurs de sa propre université, mais plutôt de YMCA. En 1900, le basket-ball s’était répandu dans la plupart des universités du pays.

### Tournoi de la NCAA

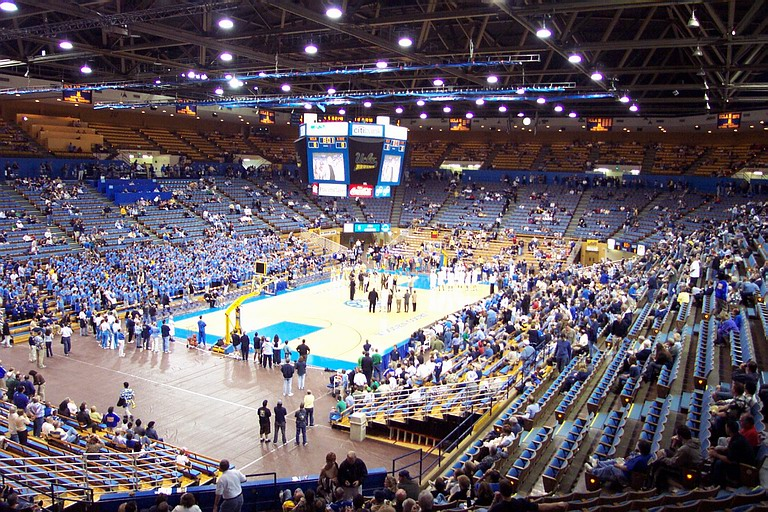
Avant un match de UCLA à Pauley Pavillon

La NCAA est fondée en 1906, mais elle organise son premier championnat national de basket en 1939. Le lieu du tournoi de la NCAA a varié d’une année à l’autre, et il a rapidement utilisé plusieurs endroits chaque année, afin que les fans puissent assister aux matchs sans voyager à New York. Au début des années 1950, le tournoi de la NCAA est devenu plus prestigieux qu’auparavant, avec des championnats de conférence et la majorité des meilleures équipes en compétition. Dans les années 1960 et 1970, avec UCLA en tête d'affiche avec dix championnats remportés, un changement de pouvoir vers la région Ouest a amplifié le déplacement de l’attention loin de la ville de New York. Lorsque le tournoi de la NCAA a élargi son champ d’équipes de 25 à 32 en 1975, à 48 en 1980, à 64 en 1985, et à 68 équipes en 2011, l’intérêt pour le tournoi de la NCAA a augmenté encore et encore, car il comprenait de plus en plus d’équipes, avec un niveau de jeu augmentant.
En 2005-2006, les 4 756 matchs de la Division I ont attiré 25 808 346 spectateurs, soit une moyenne de 5426 spectateurs par rencontre. Les 35 sessions d'un ou deux matchs du tournoi final du championnat 2006 ont elles attirés 670 254 spectateurs, soit une moyenne de 19 150 spectateurs par session.
En 2020, pour la première fois dans l’histoire de la NCAA, le tournoi a dû être annulé en raison de la pandémie de COVID-19. Ce mouvement a été fait en grande partie par crainte de la propagation du virus aux joueurs et observateurs.

## Conférences

### Division I

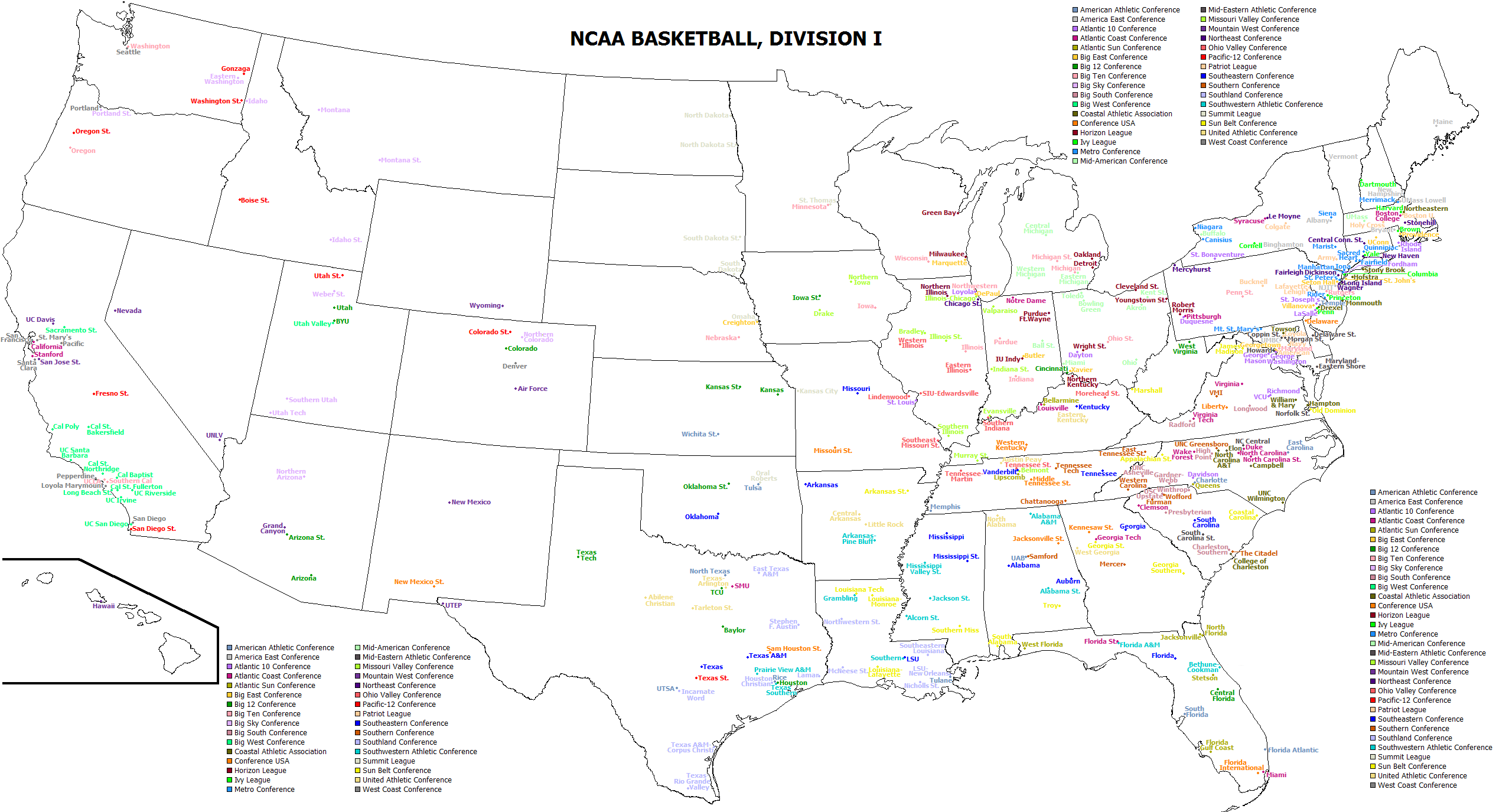
Une carte représentant l'ensemble des équipes de basket-ball de la Division I de la NCAA.

En 2020-21, 357 universités ont joué au sein de la Division I, reparties en 32 conférences. Toutes les écoles parrainent également le basket-ball féminin, sauf The Citadel et VMI, deux écoles militaires qui étaient entièrement masculines jusqu’aux années 1990. Aujourd’hui encore, les deux écoles militaires n'ont pas de programme basket-ball féminin.
Le niveau des conférences est hétérogène, les plus grandes équipes font partie du Power Five conferences comme Big Ten Conference ou  l'Atlantic Coast Conference. D’autres ont un niveau plus modeste à l'image de la Missouri Valley Conference. Cependant, il n'est pas rare de voir une université d'une petite conférence faire de beaux parcours dans le tableau final de la March Madness.
Les différentes conférences sont :
- America East Conference
- American Athletic Conference
- Atlantic 10 Conference
- Atlantic Coast Conference
- Atlantic Sun Conference
- Big 12 Conference
- Big East Conference
- Big Sky Conference
- Big South Conference
- Big Ten Conference
- Big West Conference
- Colonial Athletic Association
- Conference USA
- Horizon League
- Ivy League
- Metro Atlantic Athletic Conference
- Mid-American Conference
- Mid-Eastern Athletic Conference
- Missouri Valley Conference
- Mountain West Conference
- Northeast Conference
- Ohio Valley Conference
- Pac-12 Conference
- Patriot League
- Southeastern Conference
- Southern Conference
- Southland Conference
- Southwestern Athletic Conference
- Sun Belt Conference
- Summit League
- West Coast Conference
- Western Athletic Conference

Les champions de chaque conférence sont déterminés lors d'un tournoi propre à chaque conférence (sauf l'Ivy League qui n'en organisait pas avant 2016), les vainqueurs sont alors automatiquement qualifiés pour le tournoi national (« March Madness ») de fin de saison menant au Final Four. Les autres formations sont sélectionnées par un comité de sélection.
Au cours des premières décennies du basketball universitaire, et pendant les années 1970, de nombreuses écoles ont joué en tant qu’indépendantes, sans être membres de la conférence. Cependant, l’essor des sports universitaires télévisés dans les années 1980 a mené à la formation de nombreuses nouvelles conférences et à l’expansion de conférences existantes. La dernière école de la Division I à jouer en tant qu’indépendante au basketball a été l’ENRSJ, qui a été forcée de devenir indépendante en 2013 après l’effondrement de son ancienne conférence (ligue) sportive, la Great West Conference. Le NJIT s’est joint à l’Atlantic Sun Conference en 2015, ne laissant aucun indépendant dans la Division I.

### Division II
Il y 23 conférences au sein de la Division II de la NCAA :
- California Collegiate Athletic Association
- Central Atlantic Collegiate Conference
- Central Intercollegiate Athletic Association
- Conference Carolinas
- East Coast Conference
- Great American Conference
- Great Lakes Intercollegiate Athletic Conference
- Great Lakes Valley Conference
- Great Midwest Athletic Conference
- Great Northwest Athletic Conference
- Gulf South Conference
- Lone Star Conference
- Mid-America Intercollegiate Athletics Association
- Mountain East Conference
- Northeast-10 Conference
- Northern Sun Intercollegiate Conference
- Pacific West Conference
- Peach Belt Conference
- Pennsylvania State Athletic Conference
- Rocky Mountain Athletic Conference
- South Atlantic Conference
- Southern Intercollegiate Athletic Conference
- Sunshine State Conference